# Patois
För det jamaicanska kreolspråket se Patwa
Patois är den franska benämningen för mindre lokala språk och dialekter som avviker från ett standardspråk.
1. Traditionellt sett används termen framför allt för att beteckna de otaliga romanska språkvarianter som talas (eller talades) i Frankrike, till exempel frankoprovensalska och occitanska dialekter.[2]
2. Termen används ibland även som antonym till standardfranskan och inbegriper då såväl det språkliga isolatet baskiska som det keltiska språket bretonska och även andra mindre språk och dialekter inom den franska staten, så som kreolspråk i de forna kolonierna. I denna mening skulle man kunna säga att termerna ”franska – patois” i stort motsvarar motsättningen "Paris – province" (Paris gentemot övriga Frankrike).

## Etymologi
Termen "patois" härstammar ifrån den klassiska franskans "patoier" som betydde "skaka med händerna, gestikulera" och senare "hitta på, koka ihop", avledd från "patte" (tass, fot, ben på djur) sammansatt med suffixet -oyer. Denna etymologi kan till viss del förklara den pejorativa konnotationen som termen har : verbet ”patoiser” är det sätt man kommunicerar när man inte kan förstå varandra utan måste gestikulera.

## Pejorativ användning
Termen patois betraktas för det mesta som pejorativ. Detta då termen ibland används för att klassa alla mindre lokala språk och dialekter som avviker från standardspråket i en gemensam "undergrupp". Indelningen av lingvistiska former i språk, dialekter och patois är betraktad, på ett pejorativt vis, som en återspegling av sociala indelningar som i sin tur är baserade på en pejorativ syn: språket motsvarar en "civiliserad gemenskap", dialekter och patois motsvarar "vildarnas" gemenskap, de förstnämnda utgör nationer medan de senare stammar. En hel skala beteckningar, dialekt, jargon, rotvälska, patois, för att beteckna allt illa man tycker om ett sätt att tala”